# Drosophila mimiconformis
Drosophila mimiconformis är en tvåvingeart som beskrevs av Elmo Hardy 1965. Drosophila mimiconformis ingår i släktet Drosophila och familjen daggflugor.
Artens utbredningsområde är Hawaii.